# Catarina da Bósnia
Catarina da Bósnia (em esloveno:  Katarina Celjska-Kotromanićka) (1336 — 1396) foi uma nobre bósnia. Foi Condessa de Celje através de seu casamento com Armando I de Celje e membro da casa dos Kotromanić por nascimento.

## Família
É sabido que Catarina era de origem bósnia mas sua filiação é disputada. Algumas fontes acreditam que ela seria filha de Ladislau Kotromanić com sua esposa Jelena Šubić. Outras que ela era a segunda filha do bano Estêvão II com sua terceira esposa Isabel de Kuyavia. Se Catarina fosse filha de Estêvão ela seria irmã de Isabel da Bósnia, logo Rainha Isabel da Hungria; se fosse filha de Ladislau, seria então irmã do Rei Tordácato I.
A filiação de Catarina não é esclarecida devido a não existência de evidências que a ligue a outros casais.

## Posteridade
Catarina se casou em 1361 com Herman I, Conde de Celje. O casal foi casado por vinte e três anos e tiveram ao menos dois filhos:
- Hans de Celje, falecido ainda jovem;
- Armando II, Conde de Celje, casado com a Condessa Ana de Schaunberg, de cujo casamento nascera Bárbara de Celje, futuramente Imperatriz Consorte do Sacro Império Romano Germânico.

- Este artigo foi inicialmente traduzido, total ou parcialmente, do artigo da Wikipédia em inglês cujo título é «Catherine of Bosnia, Countess of Cilli».